# Beetzendorf
Beetzendorf é um município da Alemanha, situado no distrito de Altmarkkreis Salzwedel, no estado de Saxônia-Anhalt. Tem 97,97 km² de área, e sua população em 2019 foi estimada em 3.140 habitantes. Desde 1 de janeiro de 2009, incorporou os antigos municípios de Jeeben e Hohentramm.